# メール・トリリッセル
メール・アブラモヴィチ・トリリッセル（メイエル・アブラモヴィチ・トリリッセル、ロシア語: Ме́ир (Меер) Абра́мович Трили́ссер, 英語: Meier Abramovich Trilisser、1883年4月1日 - 1940年2月2日）は、ソビエト連邦の政治家、チェキスト、コミンテルンの活動家。ユダヤ人。
ミハイル（Михаил）・トリリッセルとしても知られる。コミンテルンではミハイル・アレクサンドロヴィチ・モスクヴィン（Михаи́л Алекса́ндрович Москви́н）の名でも活動した。

## 経歴
アストラハンの靴屋の家庭に生まれる。市立実科学校卒業後、オデッサで働く。1901年から社会民主党員南部革命グループに入ったが、逮捕され、アストラハン県に追放された。1905年-1907年の革命時、カザンに滞在し、兵士中でプロパガンダを行った。フィンランド人軍事組織の指導のため、ボリシェビキ中央委員会により、ペトログラード軍事委員会に送られた。タンメルフォルス（タンペル）において、第1回党会議（1905年12月）の組織に従事した。1907年7月に逮捕され、1909年に懲役8年を言い渡された。シュリッセリブルク要塞に収容された後、シベリアに永久追放された。
2月革命後、イルクーツクで「社会民主党員の声」紙の編集長を務め、ロシア社会民主労働党（ボリシェビキ）イルクーツク委員会の軍事組織で働いた。1917年3月からイルクーツク・ソビエト書記。同年10月、第1回全シベリア・ソビエト会議において、シベリア・ソビエト中央執行委員会委員に選出され、同時にロシア社会民主労働党（ボリシェビキ）県委員会委員を兼任した。同年12月、イルクーツクでの士官学校生徒の反革命反乱の鎮圧に参加。1918年、シベリア軍事委員部幹部会議員に選出され、6月からシベリア最高司令部副議長兼委員、沿バイカル戦線参謀長となった。1918年秋、沿アムールで党地下組織の創設に参加。1919年4月、ロシア共産党（ボリシェビキ）アムール州委員会議長に選出され、8月から州軍事革命野戦本部の幕僚となった。1920年5月からアムール州革命委員会議長兼ロシア共産党州委員会書記、その後、極東共和国アムール州委員、ロシア共産党極東局局員、極東共和国国家政治警備部部員。
1921年8月からチェーカーに移り、特別課第14特殊班長、警備班長を務めると同時に、コミンテルン執行委員会極東課主任を兼任した。同年12月からチェーカー（GPU）外国課長補佐、1922年5月-1929年10月、GPU（OGPU）外国課長、1926年3月からはOGPU副長官を兼任。1928年からロシア・ソビエト連邦社会主義共和国人民委員会議附属OGPU全権代表。彼の下では、日本の秘密侵略計画が解明され、ベルリンの白衛移民のテロ活動に関する情報が入手された。ベルリンに非合法に出国し、国外のエージェントと接触した。
スターリンの提案により、党・国家監督機関の業務に移る。1927年-1934年、中央監督委員会委員、1930年から中央監督委員会幹部会議員兼全ロシア中央執行委員会委員。1930年-1934年、ロシア・ソビエト連邦社会主義共和国副労農検査委員。全ロシア共産党第17回大会において、ソ連人民委員会議附属ソビエト監督委員会委員に選出され、極東地方の全権代表となった。
1935年-1938年、モスクヴィン名義でコミンテルン執行委員会幹部会議員兼書記局局員候補。コミンテルンの特務機関、国際連絡課（OMS）を監督し、コミンテルン執行委員会書記局の国外共産党員の全ロシア共産党への移籍に関する委員会に入る。
このようにキャリアを重ねたトリリッセルだったが、大粛清の強まる中、スターリンに猜疑されるようになっていく。1938年11月23日に逮捕され、1940年2月1日、最高裁判所軍事部会により死刑を言い渡される。翌日、銃殺刑となった。
1956年、名誉回復。

## パーソナル
1927年、赤旗勲章を受章。